# Shin Joo-hyup
Shin Joo-hyup (hangul= 신주협), es un actor surcoreano.

## Biografía
Estudió en la Universidad Nacional de Artes de Corea (한국예술종합학교).

## Carrera
Es miembro de la agencia "Niceperson Company" (좋은사람 컴퍼니).
El 18 de marzo del 2020 se unió al elenco recurrente de la serie Find Me in Your Memory, donde interpretó a Moon Chul, el mánager de carretera de la actriz Yeo Ha-jin (Moon Ga-young).
El 26 de marzo del mismo año apareció en la serie Pasillos de hospital, donde dio vida a Jung Ho-joon, uno de los hijos del paciente Jung Soo-bum (Lee Chang-jik).

## Filmografía

### Series de televisión
| Año  | Título                             | Personaje       | Notas                     | Ref.        |
| ---- | ---------------------------------- | --------------- | ------------------------- | ----------- |
| 2017 | Seventeen                          | Ha Jun          | Serie web, 8 episodios    | [ 4 ]       |
| 2017 | Bravo My Life                      | -               |                           |             |
| 2018 | Lovely Horribly                    | -               |                           |             |
| 2018 | Big Forest                         | -               |                           |             |
| 2018 | The Third Charm                    | -               |                           |             |
| 2019 | VIP                                | -               |                           |             |
| 2020 | Pasillos de hospital               | Jung Ho-joon    | Ep. 3                     |             |
| 2020 | Find Me in Your Memory             | Moon Chul       |                           |             |
| 2020 | Hacia el círculo                   | Oh Byung-min    | 5 episodios               |             |
| 2021 | The Witch's Diner                  | Young-jae       |                           |             |
| 2022 | Bad and Crazy                      | Woo Hyeok-jin   | Aparición especial, ep. 6 |             |
| 2024 | El romance de medianoche en hagwon | Choi Seung-kyoo |                           | [ 5 ] [ 6 ] |

### Películas
| Año  | Título                 | Personaje | Notas |
| ---- | ---------------------- | --------- | ----- |
| 2016 | 멜로드라마             | -         |       |
| 2016 | 예술의전당             | -         |       |
| 2016 | 이문 맞나요?           | -         |       |
| 2016 | 유진/양호실/새         | -         |       |
| 2016 | 얄개들                 | -         |       |
| 2017 | 한국식                 | -         |       |
| 2017 | 홍상수의 조감독        | -         |       |
| 2017 | 나무                   | -         |       |
| 2018 | 구명조끼를 한 해적선장 | -         |       |
| 2019 | 돌고 돌아 우린         | -         |       |
| 2019 | 봄밤                   | -         |       |

### Musicales[7]
| Año     | Título                                              | Personaje         | Notas                                                                                 |
| ------- | --------------------------------------------------- | ----------------- | ------------------------------------------------------------------------------------- |
| 2016    | MR.페스츄리                                         | -                 |                                                                                       |
| 2016-17 | 87년 봄                                             | -                 |                                                                                       |
| 2017    | 땡큐베리스트로베리                                  | -                 |                                                                                       |
| 2017    | 19 (열아홉)                                         | -                 |                                                                                       |
| 2017    | 두바이                                              | 준                |                                                                                       |
| 2017-18 | 난쟁이들                                            | 찰리              |                                                                                       |
| 2018    | A New Musical: Maybe Happy Ending (어쩌면 해피엔딩) | Oliver (올리버)   | junto a 김재범, Moon Tae-yoo (문태유), Jeon Sung-woo, 박지연, 최수진, 성종완 y 양승리 |
| 2019    | 빠리빵집                                            | -                 |                                                                                       |
| 2019    | Sidereus Nuncius (시데레우스)                       | Kepler (케플러)   | junto a 고영빈, 정민, 박민성, 신성민, Jung Uk-jin (정욱진), 김보정 y 나하나           |
| 2019    | 앙상블                                              | -                 |                                                                                       |
| 2019-20 | Sweeney Todd (스위니토드)                           | Tobias (토비아스) | junto a Lee Ji-soo, Choi Seo-yeon, Shin Jae-beom, Im Jun-hyuk y Seo Young-joo         |

### Teatro
| Año  | Título                        | Personaje     | Notas |
| ---- | ----------------------------- | ------------- | ----- |
| 2018 | Of Mice and Men (생쥐와 인간) | George (조지) |       |
| 2018 | Trainspotting (트레인스포팅)  | Spud (스퍼드) |       |

### Anuncios
| Año  | Título                                   | Notas |
| ---- | ---------------------------------------- | ----- |
| 2017 | 써모스 / DAKS                            |       |
| 2019 | 박카스 국문학과의 피로                   |       |
| 2019 | 써브웨이 썹프라이즈 햄샌드위치, B.L.T.편 |       |
| 2019 | SKT 5G                                   |       |